# Мара Белчева
Мара Белчева (болг. Мара Белчева; 8 вересня 1868, Севлієво — 16 березня 1937, Софія) — болгарська поетеса, перекладачка.

## Життєпис
Народилася 8 вересня 1868 року у Севлієво в родині Іваниці Хаджі Ангелової, онука Хаджі Ангела Іванова-Севлієвця. Закінчила середню школу у Тирново. Відвідувала Віденський вищий інститут дівчат. Викладала у Русе та Софії. Після вбивства чоловіка, міністра Христо Белчева (1891) вивчала філологію у Відні. Там вона була запрошена на посаду фрейліни. З 1903 року була близька з Пенчо Славейковим, її життя було пов'язане з ним до його смерті у 1912 році. Під час Другої балканської війни (1913) вона була сестрою милосердя й учителькою у Софії.
Поетеса і перекладачка з широкими культурними інтересами. Вона перекладала твори Фрідріха Ніцше — «Так казав Заратустра» (1915), Ґергарта Гауптмана — «Затоплений дзвін» (1922) та інші. Вона видавала вірші з 1907 року. Її творчість є унікальною індивідуальною в історії болгарської «жіночої» поезії. Духовно збагачена своїм спілкуванням з великими болгарськими поетами, Белчева створила інтимну лірику ніжних почуттів і роздумів. Її роботи присвячені людській близькості та довірі. Улюбленим персонажем у її віршах є людина, гідна тривалої прихильності, честі та відданості. Поезія Мари Белчевої усвідомлює вічний духовний зв'язок. Сповідальний стиль ранніх віршів поетеси пізніше стає пов'язаний з рефлексією на вічні людські проблеми. Вона визнає християнські чесноти й довіряє їм, думка про Бога стає однією з панівних у її творах. Висока моральність, спокійні мрійливо-ностальгічні почуття любові, прагнення до гармонії в існуванні визначають обличчя її творчості. Редакторка «Вибраних творів» Пенчо Славейкова (1923).
Померла 16 березня 1937 року у Софії.
Будинок Мари Белчевої, на вулиці Христо Белчев, 12 у Софії є однією пам'ятою архітектури у стилі сецесії у Болгарії.

## Про неї
- Иван Спасов. И слънцето върни. Български поетеси (Литературнокритични очерци). София: Български писател, 1987
- Ирен Иванчева. «Спомен от бъдещето за Мара Белчева». Предг. — В: Мара Белчева. Един живот: Поезия, преводи, дневник, спомени, писма. Състав. Мирела Иванова. Ред. Ирен Иванчева. София: Университетско издателство «Св. Климент Охридски», 1995.
- Благовеста Касабова. «Ръми в душата ми…»: Щрихи към портрета на Мара Белчева. София: Снежана, 1995
- Мария Кайкиева. Мара Белчева, 1868—1937: Био-библиография. Пазарджик, 1996
- Анастасия Първанова. Творчеството е любов. Кн. 1. Евгения Марс, Мара Белчева, Яна Язова. София: Ваню Недков, 1999
- Албена Вачева. «Чуй, тихий извор е дълбок!»: Мара Белчева (1868—1937)". — В: «Неканоничната българска литература». Т. 1. Благоевград: Университетско издателство «Неофит Рилски», стр. 65 — 79. Същият текст е публикуван в LiterNet.
- София Ангелова. «Мара Белчева». В: Неслученият канон. Български писателки от Възраждането до Втората световна война. Съст. и ред. Милена Кирова. София: Алтера, 2009.
- Милена Кирова. «Мара Белчева, или изборът да бъдеш Ехо» Архив на оригинала от 2015-12-27 в Wayback Machine., Public Republic, 20 август 2010.
- Ирен Иванчева. "Мара Белчева (1868—1937). Тя рече: «На свое слънце грее се душата». — В: Гласове на жени в българската поезия. Аспекти на междутекстовост (от средата на XIX до 40-те години на XX век). София, Просвета, 2015, с. 286—349.